# Książę i Tchórz
Książę i Tchórz – polska gra przygodowa typu point & click, stworzona przez studio Metropolis Software, wydana w 1998 roku. Fabułę stworzyli wspólnie Jacek Piekara i Adrian Chmielarz (twórca m.in. Painkillera).

## Fabuła
Gra opowiada historię pewnego młodzieńca, marzącego o życiu pełnym przygód, którego umysł i dusza wskutek demonicznej magii zostają przeniesione w ciało odważnego księcia Galadora z zamku Garrahan. Zamiana odbywa się jednak w niezwykle niefortunnym momencie – w trakcie pojedynku pomiędzy księciem a Czarnym Rycerzem. Przerażony chłopak ucieka, hańbiąc tym samym dobre imię Galadora. Od tej chwili główny bohater usiłuje powrócić do własnego ciała. Pomocną dłoń w tej trudnej sytuacji podaje mu Arivald – mag, który tysiąc lat wcześniej zmarł w niewyjaśnionych okolicznościach.

### Postacie
- Tchórz (głos Jacek Sołtysiak) – główna postać gry. Twórcy nie zdradzają jego prawdziwego imienia ani pochodzenia. Wiadomo tylko, że jest to młody chłopak, który pragnie przeżyć wielką przygodę. Poprzez pakt jego życzenie spełnia się, lecz nie w taki sposób, jaki oczekiwał. Bohater znalazłszy się w obcym ciele, w chwili pojedynku tchórzy i ucieka, niszcząc tym samym reputację prawdziwego księcia.
- Arivald (głos Kazimierz Kaczor) – znany jako Mistrz Arivald z Silmariony. Przyjazny mag, który swój debiut w świecie fantasy zawdzięcza opowiadaniu Jacka Piekary To, co najważniejsze[4]. Gracz poznaje go zaraz po tym, jak zirytowany obecnością Tchórza grabarz wskrzesza martwego od tysiąca lat czarodzieja.
- Shandria (głos Małgorzata Puzio) – księżniczka z sąsiedniego królestwa, która przez pomyłkę została porwana przez demona, a następnie podarowana Księciu Wampirów. Młoda kobieta wprowadza spore zamieszanie w przygodę tytułowego Tchórza. Shandria postanawia zemścić się za swoje krzywdy, nie przebierając w środkach. Niejednokrotnie bezwzględnie wykorzystuje głównego bohatera, nie szczędząc mu na dokładkę słów krytyki i ironii.
- Grabarz (głos Arkadiusz Jakubik) – goblin, pierwsza postać, którą Tchórz spotyka w grze. Mieszka na cmentarzu i zna się na magii.

## Rozgrywka i odbiór
Książę i Tchórz jest klasyczną grą typu „wskaż i kliknij” z dwuwymiarową grafiką. Muzykę do niej stworzyli Karim Martusewicz i Juliusz „Van Jussey” Gyula Gruber. Produkcja przede wszystkim zwraca uwagę swoim pełnym gagów i żartów scenariuszem. Pojawiają się w niej również liczne nawiązania do cyklu Jacka Piekary o Arivaldzie z Wybrzeża oraz innych fantastów, między innymi do Andrzeja Sapkowskiego i jego Cyklu wiedźmińskiego. W 2009 roku serwis Benchmark.pl umieścił ją na liście 100 najlepszych gier XX wieku.